# Liste de peintures de Noël-Nicolas Coypel
Cette page dresse la liste des peintures de Noël-Nicolas Coypel, peintre français du XVIIIe siècle.

## Liste
| Tableau | Titre                                                                                        | Date           | Dimensions        | Notes | Lieu de conservation                                | N° de Catalogue raisonné (Delaplanche, 2004) |
| ------- | -------------------------------------------------------------------------------------------- | -------------- | ----------------- | ----- | --------------------------------------------------- | -------------------------------------------- |
|         | Le Sacrifice de Melchisédech                                                                 | 1713           | 325 × 250 cm      |       | Paris, église Saint-Nicolas-du-Chardonnet           | P.2                                          |
|         | La Manne                                                                                     | 1713           | 325 × 250 cm      |       | Paris, église Saint-Nicolas-du-Chardonnet           | P.3                                          |
|         | L'Adoration des bergers                                                                      | Vers 1710-1715 | 320 × 253 cm      |       | Paris, église Saint-Nicolas-des-Champs              | P.4                                          |
|         | Jacob demande Rachel en mariage                                                              | Vers 1715-1720 | 100 × 80 cm       |       | Nancy, musée des Beaux-Arts                         | P.5                                          |
|         | Le Christ conduit chez Caïphe                                                                | 1717           | 123 × 96 cm       |       | Rouen, musée des Beaux-Arts                         | P.7                                          |
|         | Neptune enlevant Amymone                                                                     | 1720           | 128 × 153 cm      |       | Valenciennes, musée des Beaux-Arts                  | P.8                                          |
|         | Le Sacrifice d'Isaac                                                                         | 1721           | 108 × 82 cm       |       | Tourcoing, musée des Beaux-Arts                     | P.9                                          |
|         | L'Enlèvement d'Europe                                                                        | 1722           | 90 × 102 cm       |       | Richmond, Virginia Museum of Fine Arts              | P.10                                         |
|         | Le Triomphe de Galatée                                                                       | Vers 1723      | 96 × 124 cm       |       | Collection particulière                             | P.11                                         |
|         | Pan et Syrinx                                                                                | 1723           | 96 × 124 cm       |       | Collection particulière                             | P.12                                         |
|         | Saint François de Paule avec ses compagnons traversant le détroit de Messine sur son manteau | 1723           | 230 × 380 cm      |       | Lyon, primatiale Saint-Jean                         | P.13                                         |
|         | Le Repos pendant la fuite en Égypte                                                          | 1724           | 98 × 72 cm        |       | Collection particulière                             | P.16                                         |
|         | Arion sur les flots                                                                          | 1724           | 118 × 110 cm      |       | Versailles, hôtel de Ville                          | P.19                                         |
|         | Psyché abandonnée par l'Amour                                                                | 1725           | 102 × 155 cm      |       | Collection particulière                             | P.20                                         |
|         | Le Triomphe de Vénus                                                                         | 1725           | 102 × 155 cm      |       | Collection particulière                             | P.21                                         |
|         | Vénus et l'Amour                                                                             | 1725           | 126,5 × 108,5 cm  |       | Localisation actuelle inconnue                      | P.23                                         |
|         | Le Départ de la chasse                                                                       | 1725           | 85 × 130 cm       |       | Localisation actuelle inconnue                      | P.25                                         |
|         | Saint Jacques le Majeur et le Magicien                                                       | 1726           | 102 × 80 cm       |       | Cleveland, Museum of Art                            | P.32                                         |
|         | Vénus et ses Compagnes                                                                       | Vers 1726      | 81 × 65 cm        |       | Collection particulière                             | P.33                                         |
|         | L'Alliance de Bacchus et Vénus                                                               | 1726           | 101 × 82 cm       |       | Genève, musée d'Art et d'Histoire                   | P.34                                         |
|         | L'Enlèvement d'Europe                                                                        | 1727           | 127 × 193 cm      |       | Philadelphie, Museum of Art                         | P.35                                         |
|         | L'Alliance de Bacchus et l'Amour ou L'Automne                                                | 1727           | 268 × 179 cm      |       | Paris, musée du Louvre                              | P.36                                         |
|         | Éole porté par des nuages déchaîne les vents et les frimas ou L'Hiver                        | 1727           | 244 × 141 cm      |       | Versailles, musée national du château               | P.37                                         |
|         | Gloire d'anges                                                                               | vers 1728      | 76 cm de diamètre |       | Laval, musée du Vieux-Château                       | P.42                                         |
|         | La Nativité                                                                                  | 1728           | 101 × 108 cm      |       | Versailles, musée national du château               | P.43                                         |
|         | Le Bain de Diane                                                                             | 1728           | 68 × 62 cm        |       | Saint-Pétersbourg, musée de l'Ermitage              | P.44                                         |
|         | Le Jugement de Pâris                                                                         | 1728           | 101 × 82 cm       |       | Stockholm, Nationalmuseum                           | P.45                                         |
|         | Junon et Mercure ou L'Éloquence                                                              | 1729           | 89 x 105          |       | Ponce, Museo de Arte                                | P.46                                         |
|         | La Mémoire triomphant du Temps                                                               | 1730           | 80 × 150 cm       |       | Paris, Collection BNP Paribas                       | P.47                                         |
|         | L'Éloquence                                                                                  | 1730           | 80 × 150 cm       |       | Paris, Collection BNP Paribas                       | P.48                                         |
|         | Saint Antoine prêchant                                                                       | Vers 1730      | 146 × 100 cm      |       | Localisation actuelle inconnue                      | P.49                                         |
|         | Portrait de Madame de Conti en Flore                                                         | 1731           | 138 × 107 cm      |       | Sarasota, The John and Mable Ringling Museum of Art | P.52                                         |
|         | La Naissance de Vénus                                                                        | 1732           | 81 × 65 cm        |       | Saint-Pétersbourg, musée de l'Ermitage              | P.55                                         |
|         | Portrait de Simon Guillain                                                                   | Vers 1732      | 93 × 75 cm        |       | Versailles, musée national du château               | P.56                                         |
|         | Portrait d'une femme en Amphitrite                                                           | 1733           | 234 × 193 cm      |       | Localisation actuelle inconnue                      | P.57                                         |
|         | Une vestale                                                                                  | 1734           | 140 × 120 cm      |       | Localisation actuelle inconnue                      | P.58                                         |
|         | L'Innocence et l'Amour                                                                       | 1734           | 72 × 56 cm        |       | Paris, ambassade de Turquie                         | P.59                                         |
|         | Une nymphe et l'Amour                                                                        | 1734           | 72 × 56 cm        |       | Paris, ambassade de Turquie                         | P.60                                         |
|         | Le Triomphe d'Amphitrite                                                                     |                | 153 × 123 cm      |       | Collection particulière                             | Non catalogué                                |